# Psilocybe aztecorum
Psilocybe aztecorum es una especie de hongo de psilocibina en la familia Hymenogastraceae.
Conocido sólo en México Central, el hongo crece sobre restos de madera en descomposición y se encuentra en áreas montañosas con alturas de entre 3200 a 4000 m (10500 a 13000 piés), típicamente en prados o bosques herbosos y abiertos asociados al Pino de Hartweg (Pinus hartwegii) Las setas tienen píleos de convexos a acampanados con de 1,5 a 2 cm (0,6 a 0,8 pulgadas) de diámetros, sobre un delgado pie cilíndrico hasta 7,5 Cm (3 pulgadas) de largo. El color del sombrero cambia con las variaciones en la hidratación, variando desde marrón castaño oscuro hasta amarillo paja o blanquecino cuando está seco. La base del pie está densamente cubierta por blancos y conspicuos rizomorfos, una característica poco común entre las especies de Psilocybe.
La especie fue reportada por primera vez por el micólogo francés Roger Heim en 1956 como una variedad de Psilocybe mexicana antes de que la describiera oficialmente bajo su nombre actual un año más tarde. Llamada así por su asociación con el pueblo nahua también llamado azteca, Psilocybe aztecorum puede haber sido una de las especies de hongos sagrados o teonanácatl (una palabra nahua que se traduce variadamente como "hongo sagrado" o "carne de los dioses"), que figura en los códices del cronista español del siglo XVI Bernardino de Sahagún. Las setas aún son usadas por los indios nahua para ceremonias espirituales en la región de Popocatépetl, aunque su uso tradicional está decayendo. La variedad P. aztecorum var. bonetti tiene esporas más pequeñas que la variedad principal y se encuentra en elevaciones más bajas con el pino Moctezuma (Pinus moctezumae) y el abeto sagrado (Abies religiosa). P. aztecorum puede distinguirse de especies moderadamente similares tales como P. baeocystis y P. quebecensis por su distribución y por diferencias en la morfología de estructuras microscópicas como los cistidios.

## Taxonomía y nomenclatura
La especie fue mencionada por primera vez por el micólogo francés Roger Heim en 1956 sobre la base de material recopilado por el etnomicólogo estadounidense R. Gordon Wasson en Paso de Cortés, en las laderas de la montaña Popocatépetl en México. Heim originalmente nombró a la especie como una variedad de Psilocybe mexicana; limitado al material de hongos secos para análisis, solo describió las esporas, que explicó eran "relativamente más largas y más estrechas que las de Psilocybe mexicana". Un año más tarde, Heim cambió el nombre del hongo a Psilocybe aztecorum y lo describió oficialmente, además de varios otros taxones mexicanos de Psilocybe. Algunos de estos hongos, incluido el P. aztecorum, fueron ilustrados en el popular semanario estadounidense Life ("Seeking the Magic Mushroom"), en el que Wasson relató las visiones psicodélicas que experimentó durante los rituales adivinatorios de la gente de Mazatec, introduciendo así los hongos psilocibios a la cultura popular occidental.
En 1978, el micólogo mexicano y especialista en Psilocybe Gastón Guzmán enmendó la descripción de P. aztecorum para incluir la variación de color del sombrero resultante de su naturaleza fuertemente higrófana, la forma micenoide, los rizoides en la base del tallo, el hábitat lignico y el tamaño de las esporas: todas las características que pensó que estaban confundidas o no estaban lo suficientemente detalladas en la descripción original de Heim. En la misma publicación, Guzmán también caracterizó la variedad P. aztecorum var. bonetii, que se distingue de la variedad principal por sus esporas más pequeñas. Originalmente había descrito esta variante como una especie separada, Psilocybe bonetii, en 1970. Además, Guzmán publicó posteriormente Psilocybe natarajanii, originalmente descrito por él por Tamil Nadu en el sur de la India, como un sinónimo de P. aztecorum var. bonetii; esta supuesta sinonimia, sin embargo, no se confirma ni en MycoBank ni en Index Fungorum. Guzmán llamó a la variedad principal P. aztecorum var. aztecorum; por esta razón, la autoridad de la especie a menudo se cita como "P. aztecorum var. aztecorum R. Heim enunciado. Guzmán".
Psilocybe aztecorum es la especie tipo de la sección de Guzmán Aztecorum, un grupo de hongos Psilocybe azulados (es decir, que contienen psilocibina) que se caracterizan por tener una capa fuertemente higrófana que se seca hasta marrón; esporas que aparecen asimétricas cuando se ven en vista lateral; y pleurocystidia que, cuando están presentes, son hialinas (translúcidas). Otras especies clasificadas en la sección Aztecorum son P. baeocystis y P. quebecensis.
El epíteto específico aztecorum se refiere a los indios aztecas del centro de México, quienes usaron este hongo en ceremonias tradicionales mucho antes de que los españoles vinieran a América. La variedad P. aztecorum var. bonneti lleva el nombre del Dr. Federico Bonet (fallecido en 1980), profesor emérito de la Escuela Nacional de Ciencias Biológicas, quien asistió a Guzmán con sus estudios de doctorado. Los nombres populares de P. aztecorum son niños o niñitos (niños o niños pequeños), o en la lengua náhuatl apipiltzin que significa niños del agua ("niños del agua"), aludiendo a su hábitat a lo largo de los barrancos.